# Muskelchristentum

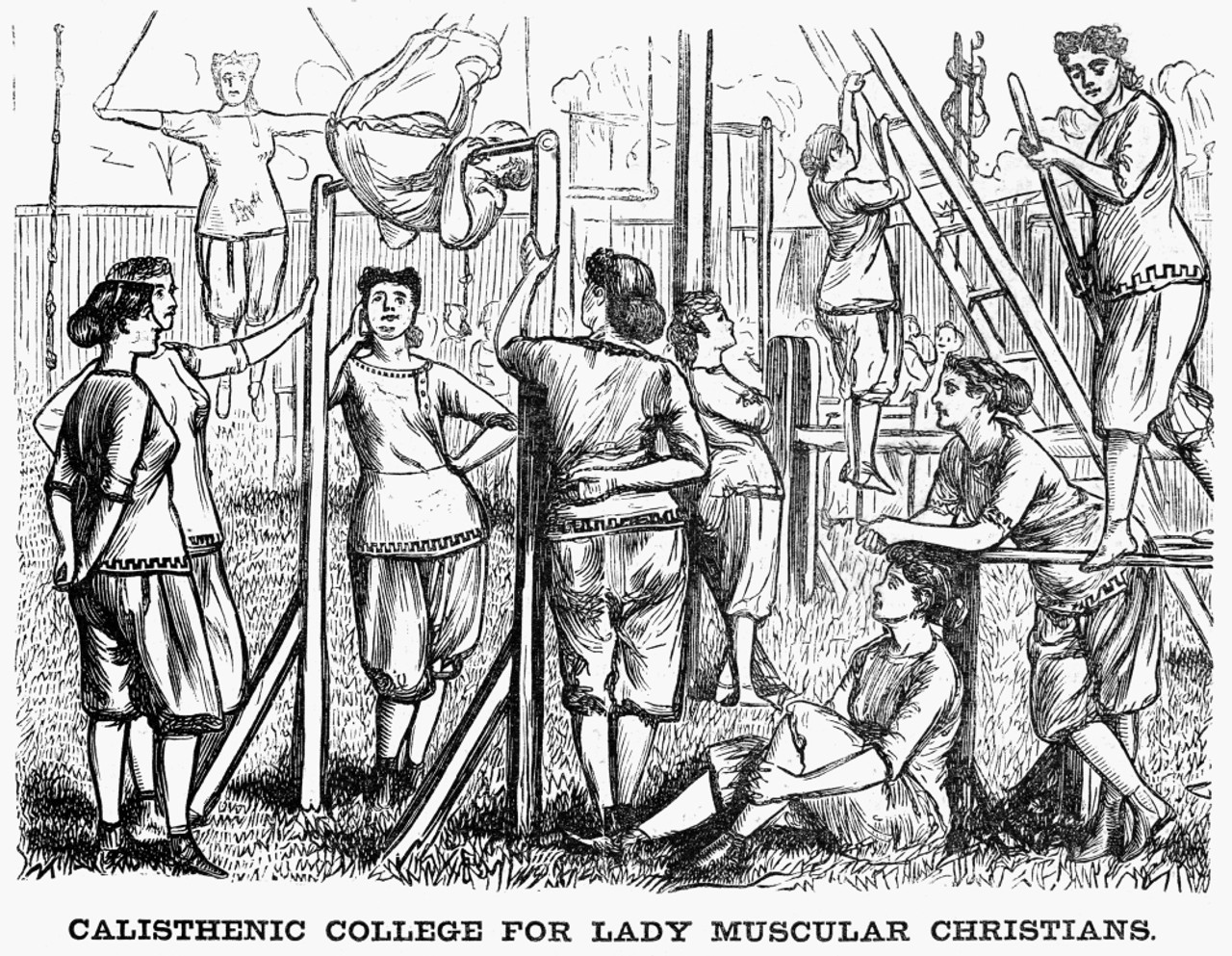
Englische Damen bei verschiedenen gymnastischen Fitnessübungen.

Das Muskelchristentum (englisch: Muscular Christianity, d. h. muskulöses Christentum) entstand Mitte des 19. Jahrhunderts als eine philosophische Bewegung in England, die sich durch den Glauben an Patriotismus, Disziplin, Selbstaufopferung, Männlichkeit und die moralische und körperliche Schönheit auszeichnete.
Der Begriff des „muskulöses Christentums“ wurde 1857 von einem Journalisten erfunden, um die Ideale zu beschreiben, die von Thomas Hughes und Charles Kingsley propagiert wurden. Der Begriff etablierte sich und wird heute noch verwendet. Hughes und Kingsley waren liberale Anglikaner und Anhänger der christlich-sozialistischen Bewegung. Mit zunehmender Akzeptanz und wachsendem Einfluss des „muskulösen Christentums“ im späteren viktorianischen wie auch edwardianischen Großbritannien wurde dieser Begriff auch von Menschen übernommen, deren Religion und Politik in den meisten Punkten weit voneinander abwichen.
Das Christentum in Europa und Amerika beschränkte sich im Wesentlichen auf die Gesundheit der Seele. Die aufkeimende „Bewegung des sozialen Evangeliums“ wollte diesen Trend umkehren, indem sie das Augenmerk auf die Ursachen der Sünde im gesellschaftlich-sozialen Bereich legte und das Reich Gottes im Diesseits durch körperliche Anstrengung einzuleiten suchte. Ein bescheidener Geist allein könne diese Aufgabe nicht erfüllen – Muskeln und die Bereitschaft, seinen Glauben in die Tat umzusetzen, wären ebenfalls erforderlich.
Es kam zu einer Verschiebung innerhalb des Christentums von einem dem Sport gegenüber misstrauischen zu einem „muskulösen Christentum“, das die körperliche Kondition und die Sportarten, die sie zum Ausdruck brachten, ohne weiteres einbezog. Die Wendung vom muskulösen Christentum oder dem „Christian commitment to health and manliness“ (deutsch: „christlichen Engagement für Gesundheit und Männlichkeit“) wurde erstmals in England in einer Rezension eines Sport-Fiction-Buches für Jungen (Tom Brown's School Days) geprägt mit dem Ziel der Wiederherstellung des „muskulösen, vorindustriellen Körpers“, der bei den jungen Männern verloren gegangen sei. Die berühmteste Szene in Tom Brown's School Days zeigt, wie der Held dem neuen Schuljungen George Arthur zu Hilfe kommt, als dieser von einigen seiner Mitbewohner gemobbt wird, weil er vor dem Schlafengehen auf die Knie geht, um zu beten. Das Buch betont Toms tapferen körperlichen Einsatz und seine gesunden Instinkte sowie die Tatsache, dass die körperlich Schwachen moralisch stärker sein können. Moralische Stärke zähle für die meisten und perfekte Männlichkeit sei eine Kombination von moralischer und körperlicher Stärke. Hughes schrieb in einer religiösen Zeitschrift, er halte es für selbstverständlich, dass jeder Mann, der dieses Buch liest, [im Kriegsfall] aufsteht und seine Güter, seinen Leib und gegebenenfalls sein Leben für das Land, seine Frauen und Kinder gebe. Der innovativste Aspekt des „muskulösen Christentums“ war der Versuch, den Sport zu fördern und gleichzeitig das Glücksspiel auszuschließen, das (oft in Kombination mit Alkoholkonsum) als Verkörperung all dessen angesehen wurde, was korrupt war. Wetten abzuschließen war unehrlich, da es eine Möglichkeit war, an Geld zu kommen, ohne dafür zu arbeiten. Dies führe am häufigsten zum Konflikt mit anderen Sportlern und Sportanhängern.
Diese jungen Männer seien geschwächt bzw. feminisiert, aufgrund puritanischer Sportverbote, des Fehlens der körperlichen Landarbeit bei der Fabrikarbeit, sowie viktorianische Frauen, die ihre Ehemänner „kontrollierten“ und die neu entdeckte Freizeitbeschäftigung, die die Industrialisierung bot, das Trinken nach der Arbeit im Wirtshaus.
Die Young Men’s Christian Association (YMCA) wurde 1844 in England und 1851 in den Vereinigten Staaten mit der Absicht gegründet, „Körper, Geist und Seele“ zusammenzubringen (Dtn 6,5 ). Für Männer wurden städtische Turnhallen gebaut, in denen sie sich versammeln, gemeinsam ihren Körper stärken, einen moralischen Charakter aufbauen und danach entschlossen das Evangelium verkünden konnten. Für eine direktere Verbindung zur Bibel fand das muskulöse Christentum in Mk 11,15  (Jesus wirft die Geldwechsler aus dem Tempel) und 1 Kor 6,19–20  (Körper als Tempel für den Heiligen Geist), ebenso wie 2 Tim 4,7 , der sich darauf bezieht, den guten Kampf zu kämpfen und das Rennen des Glaubens zu beenden. Eine Reihe von „Theologen des Körpers als Tempel“ im späten 19. und frühen 20. Jahrhundert predigten die „Vereinbarkeit von Gesundheit und Schrift“, indem sie darauf hinwiesen, wie stark Moses sein musste, um „durch die Wüste zu marschieren“; Jesus „strahlte gute Gesundheit aus“; und Paulus war „einer der großen Sportliebhaber seiner Zeit“.